# Thogotovirus
Thogotovirus es un género de virus de la familia Orthomyxoviridae. Se puede replicar tanto en células de garrapatas como de vertebrados y normalmente es trasmitido por garrapatas. Cuenta con dos especies: Thogoto virus y Dhori virus.
El virus se puede trasmitir de especímenes de garrapata infectados a congéneres no infectados cuando se alimentan conjuntamente en cerdos de Guinea no infectados, incluso en el caso de que éstos no desarrollen una viremia detectable.
- El Thogoto virus (THOV) ha sido aislado a partir de garrapatas en África y el sur de Europa. Se sabe que afecta a humanos en condiciones naturales.
- El Dhorivirus (DHOV) ha sido aislado de garrapatas en la India, Rusia oriental, Egipto y el sur de Portugal. Puede infectar a humanos, produciendo una enfermedad febril con encefalitis.

El THOV tiene 6 segmentos de ARN, mientras que DHOV cuenta con 7.

## Clasificación
| Género       | Especie       | Serotipos                              | Hospedador                                            |
| Thogotovirus | Thogoto virus | Thogoto virus (THOV)                   | Garrapatas, Mosquitos, Mamíferos (incluyendo humanos) |
| Thogotovirus | Dhori virus   | Batken virus (BATV) Dhori virus (DHOV) | Garrapatas, Mosquitos, Mamíferos (incluyendo humanos) |

## Lectura adicional
- Primer aislamiento de Thogoto virus de un vertebrado salvaje.

- Datos: Q2712124
- Multimedia: Thogotovirus / Q2712124
- Especies: Thogotovirus